# Acorn System 5
L'Acorn System 5 era un home computer a 8 bit prodotto dalla Acorn Computers nel 1980. Era il successore dell'Acorn System 4.
Il System 5 era equipaggiato di un processore Synertek MOS 6502A operante alla frequenza di 2 MHz.

## Caratteristiche tecniche
- Processore Synertek 6502A a 2 MHz
- RAM 32-64 kB
- Tastiera meccanica a 62 tasti
- Chip Video Motorola 6845
- Modalità testo 32x24 oppure 16x12
- Modalità grafica 64x64 pixels (4 colori), 64x96 (4 colori), 128x96 (monocromatico), 64x192 (4 colori), 128x192 (2 colori), 256x192 (monocromatico)
- Porte di I/O per registratore a cassette, uscita TV RF e 10 slot di espansione
- Floppy disk drive da 5" 1/4